# 9 août 1984
Le jeudi 9 août 1984 est le 222e jour de l'année 1984.

## Naissances
- Paul Gallagher, footballeur international écossais
- Gaizka Toquero, footballeur espagnol
- Takaharu Furukawa, archer japonais
- Pierre Perrier, acteur français
- Alena Procházková,fondeuse slovaque
- Matt Moore, joueur de football américain
- Jean Jo Marmouyet, joueur de rugby à XV français
- Ramez Dayoub,footballeur libanais
- Graham Godfrey,lanceur droitier des Ligues majeures de baseball
- Grzegorz Kiljanek, céiste polonais pratiquant le slalom

## Décès
- Ri Ki-yong (né le 6 mai 1896), auteur sud-coréen

## Autres événements
- Plusieurs épreuves des Jeux olympiques d'été de 1984 : décathlon, 200 mètres féminin, aut en longueur féminin
- Début du World Slavery Tour du groupe de metal britannique Iron Maiden,à Varsovie en Pologne
- Alain Ducasse est le seul survivant à un accident d’avion de tourisme